# گاو-اودرنهایم
گاو-اودرنهایم (به آلمانی: Gau-Odernheim) یک شهر در آلمان است که در آلزی-ورمز واقع شده‌است. گاو-اودرنهایم ۳٬۷۰۱ نفر جمعیت دارد.